# Straumur Investment Bank
Die Straumur-Burðarás Investment Bank hf. (isländisch Straumur-Burðarás Fjárfestingabanki) war eine isländische Investmentbank mit Sitz in Reykjavík, die am 27. März 2009 von der isländischen Finanzaufsichtsbehörde geschlossen wurde.
Straumur war die viertgrößte Bank Islands. Sie bot Geschäftsaktivitäten mit sämtlichen Finanzdienstleistungen in Nord- und Mitteleuropa an. Das Einlagevolumen betrug zum Ende des zweiten Quartals 2008 6,2 Milliarden EUR. Die Straumur Investment Bank war in zehn europäischen Ländern tätig, darunter Großbritannien, Dänemark, Schweden, Finnland und die Tschechische Republik.
Im September 2008 übernahm Straumur wegen der Insolvenz des drittgrößten britischen Reiseveranstalters, der XL Leisure Group Plc., sämtliche Geschäftsbereiche der XL Airways Germany und der XL Airways France.
Am 9. März 2009 verstaatlichte die isländische Finanzaufsichtsbehörde die Investmentbank
Straumur und schloss sie am 27. März 2009.